# Bóng bầu dục đại học
Bóng bầu dục đại học ám chỉ đến môn bóng bầu dục Bắc Mỹ mà người chơi là các sinh viên. Bóng bầu dục đại học được cho là nền tảng giúp bóng bầu dục Bắc Mỹ trở nên phổ biến.
Không giống như hầu hết các môn thể thao khác ở Bắc Mỹ, không có liên đoàn chính thức nào cho bóng bầu dục đại học. Do đó, bóng bầu dục đại học thường được coi là hạng hai trong hệ thống bóng bầu dục ở Mỹ và Canada (lần lượt là bóng bầu dục trung học, bóng bầu dục đại học và bóng bầu dục chuyên nghiệp (NFL) ). Ở một số khu vực của Hoa Kỳ, đặc biệt là miền Nam và Trung Tây, bóng bầu dục đại học còn phổ biến hơn bóng bầu dục chuyên nghiệp.
Màn trình diễn của một cầu thủ trong môn bóng bầu dục đại học ảnh hưởng trực tiếp đến cơ hội chơi bóng chuyên nghiệp của anh ấy. Những người chơi giỏi nhất của trường đại học thường sẽ tuyên bố tham gia dự thảo chuyên nghiệp sau ba đến bốn năm thi đấu ở trường đại học, với việc NFL tổ chức NFL Draft hàng năm vào mùa xuân, trong đó khoảng 256 tuyển thủ được chọn hàng năm. Những người không được chọn vẫn có thể cố gắng giành được vị trí tại NFL với tư cách là cầu thủ tự do.